# Brookea auriculata
Brookea auriculata là một loài thực vật có hoa trong họ Mã đề. Loài này được T.Yamaz. mô tả khoa học đầu tiên năm 1994.